# Comitê Paralímpico Nacional de Tonga
O Comitê Paralímpico Nacional de Tonga (em inglês:  Tonga National Paralympic Committee) é o Comitê Paralímpico Nacional que representa Tonga. Esta organização é responsável pela gestão das atividades esportivas paralímpicas no país, e representa Tonga perante o Comitê Paralímpico Internacional.